# Ryoichi Ikegami
Ryoichi Ikegami (池上 遼一, Ikegami Ryōichi, nascido em 29 de maio de 1944) é um mangaká. Ele iniciou sua carreira como assistente do mangaká Shigeru Mizuki em 1966. Em 2006, ganhou o Prêmio Shogakukan de Mangá. Tornou-se professor na Osaka University of Arts em 2005.